# سیگرید گورال
سیگرید گورال (به انگلیسی: Sigrid Goral) (زادهٔ ۱۵ ژانویهٔ ۱۹۵۲) شناگر اهل آلمان است.